# Pseudogastromyzon fasciatus
Pseudogastromyzon fasciatus és una espècie de peix de la família dels balitòrids i de l'ordre dels cipriniformes que es troba a Àsia.